# 麻豆腐

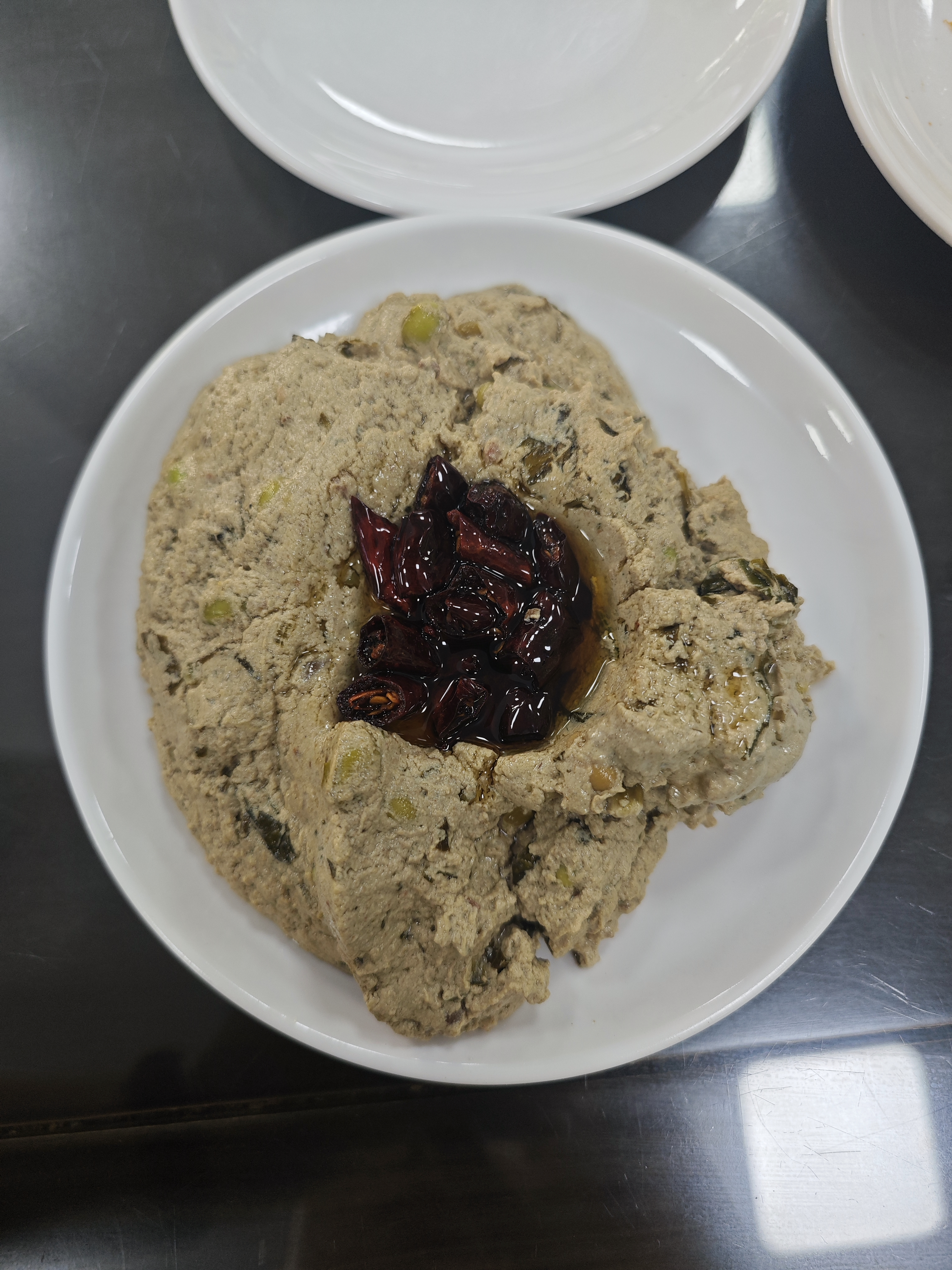

麻豆腐是一种北京小菜，在明代就已出现。是将绿豆加水磨粉后，经发酵后滤去上层液体状的豆汁，而残留下的絮状绿豆渣。烹制方法是加羊尾巴的脂肪、红辣椒、青豆或黄豆、雪里蕻一起炒，味道微酸，是一道老北京的家常菜。在一些老北京风味饭馆里，也常常供应这道菜，烹制之前店家会主动询问客人，使用味道较重的羊油还是用味道较为清淡的素油，如豆油，花生油，菜籽油等。

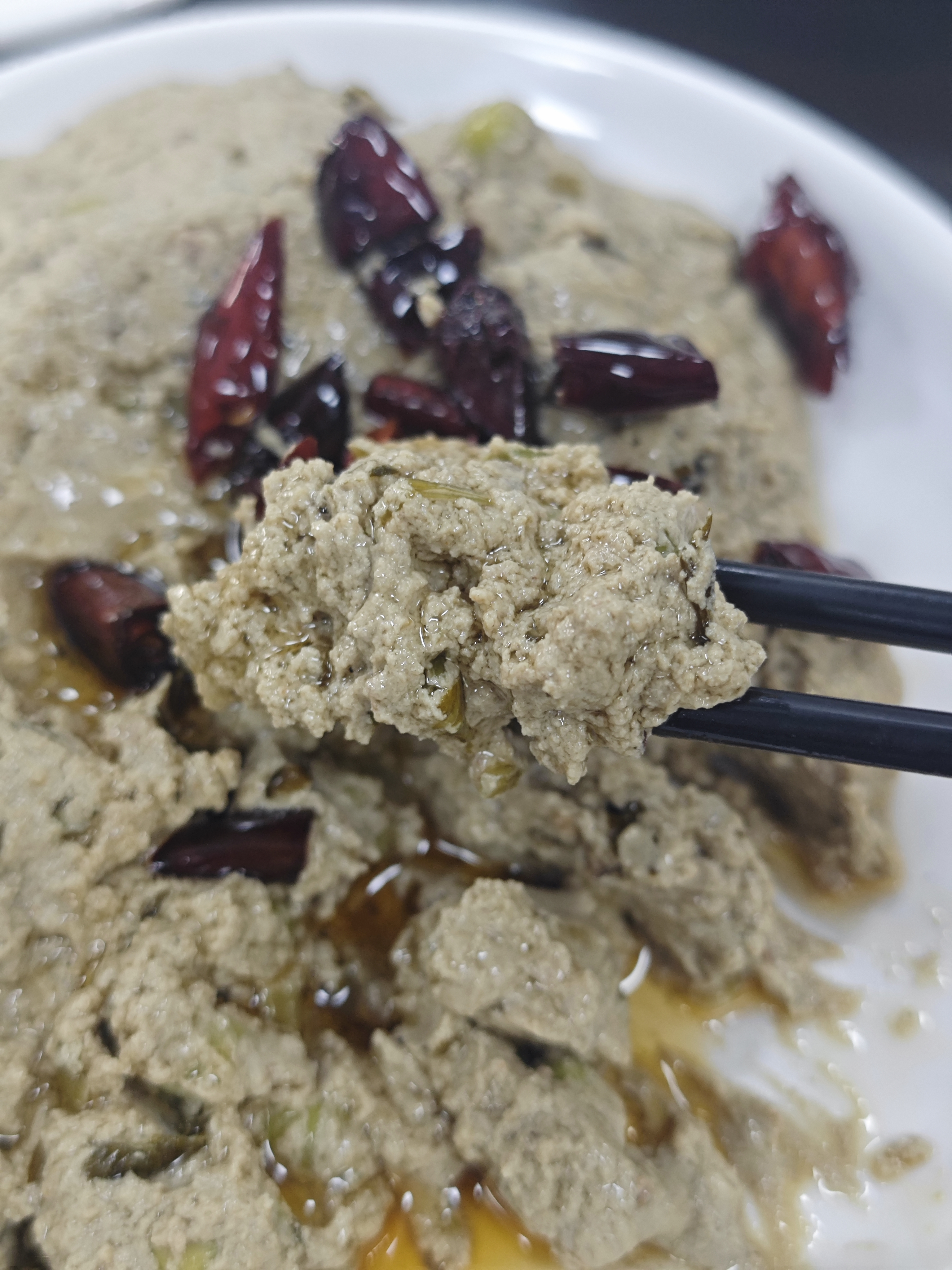

麻豆腐在炒熟後会咕嘟咕嘟地冒出气泡并呈现蜂窝状，由此还产生一句北京俗语“炒麻豆腐——大咕嘟”。麻豆腐的原料为绿豆，因此具有一定的清热去火的功效。